# Timocles (poeta cómico)
Timocles (Τιμοκλῆς) fue un poeta cómico griego de la llamada comedia media. Vivió en tiempos de Filipo II de Macedonia, y floreció entre la mitad del siglo IV a. C. y el año 324 a. C.. Devolvió su vigor a la comedia media. Polux (10.154) lo sitúa erróneamente en la comedia nueva, tal vez por haber sido el último poeta de la comedia media, aparte de Jenarco y Teófilo.
Sus obras, reconstruidas con la información de la Suda y Ateneo de Naucratis, son: 
- Αἰγύπτιοι * Βαλανεῖον * Δακτύλιος * Δῆλος o Δήλιος * Δημοσάτυροι * Διονυσιάζουσαι * Διόνυσος * Δρακόντιον * Ἐπιστολαί * Ἐπιχαιρέκακος * Ἥρωες ᾿ικάριοι σάτυροι * Καύνιοι * Κένταυρος ἢ Δεξαμενός * Κονίσαλος * Αήθη * Μαραθώνιοι * Νέαιρα * Ὀρεσταυτοκλείδης * Πολυπράγμων * Ποντικός * Πορφύπα (potser obra de Xenarc)
- Πύκτης * Σαπφώ * Συνέπιθοι (dudosa)
- Φιλοδικαστής * Ψευδολῃσταί